# Teoria del potenziale
La teoria del potenziale ha per oggetto la matematica dell'equilibrio e, in particolare, lo studio delle funzioni armoniche, dato il loro ruolo fondamentale nei problemi di equilibrio in un mezzo omogeneo. La terminologia è nata nell'ambito della fisica classica del XIX secolo, quando si pensava che tutte le forze fondamentali della natura derivassero da potenziali che soddisfacessero all'equazione di Laplace. In quel contesto culturale, la teoria del potenziale era quindi lo studio delle funzioni che potevano rappresentare matematicamente dei potenziali. Gli sviluppi della fisica moderna hanno rivelato come le forze, in natura, agiscano in modo diverso: le leggi che le descrivono sono sistemi non lineari di equazioni differenziali alle derivate parziali, come è il caso delle equazioni di Einstein e delle equazioni di Yang-Mills nella teoria quantistica, mentre l'equazione di Laplace rimane valida solo come caso limite.
Un inatteso sviluppo dei fondamenti teorici si è avuto nel corso del Novecento: infatti, già all'inizio del XX secolo, alcuni risultati di Kurt Otto Friedrichs e Richard Courant facevano emergere, in modo evidente, l'esistenza di un profondo legame tra la teoria del potenziale e alcuni concetti probabilistici legati alla matematica del moto browniano: affinché questa intima connessione fosse compiutamente esplorata e portata in luce, bisognò attendere la seconda metà del XX secolo e gli studi di molti matematici, tra i quali un ruolo preminente ebbero Shizuo Kakutani, Kiyoshi Itō, Mark Kac, Gilbert A. Hunt Jr, Joseph Leo Doob, Eugene Dynkin, Paul-André Meyer.

## Introduzione
Poiché nei problemi di equilibrio in un mezzo omogeneo ci si imbatte regolarmente nelle funzioni armoniche, la teoria del potenziale si occupa sostanzialmente dello studio di questi ultimi oggetti matematici. Un esempio classico è fornito dall'equilibrio statico di una membrana elastica fissata in modo stabile su una cornice chiusa, rigida, fissa, di forma qualsiasi. In condizioni di equilibrio, l'altezza della membrana in ogni punto è una funzione di due variabili reali che gode della proprietà del valor medio, cioè è una funzione armonica. Altro esempio è fornito dal problema dell'equilibrio termico di un corpo omogeneo: se la temperatura ha raggiunto l'equilibrio (cioè se la sua distribuzione sul corpo, nel tempo, non varia in alcun punto), allora, centrata una qualunque sfera su un punto P a temperatura T, la temperatura media sulla superficie della sfera deve essere uguale a T: infatti, se fosse superiore, la temperatura in P aumenterebbe per effetto di un flusso di calore in entrata, mentre diminuirebbe nel caso inverso per effetto di un flusso termico in uscita. In entrambi i casi, contraddirrebbe l'ipotesi di T costante nel tempo.

### Legami con la matematica del moto browniano
Ricerche compiute nel corso degli anni trenta del XX secolo da Kurt Otto Friedrichs, Richard Courant, e Hans Lewy, avevano già adombrato l'esistenza di un insospettato e profondo collegamento con alcuni concetti probabilistici, come il moto browniano, il processo di Wiener e il processo markoviano. 

Illustrazione della misura armonica in x di una porzione E della frontiera di Ω, come probabilità di fuga, attraverso la "finestra" E, di una particella browniana partita dal punto X che segua una traiettoria interna a Ω.

A partire da questa intuizione, l'enucleazione esplicita di questo stretto legame matematico è stato il frutto di una conquista matematica che si è realizzata in modo compiuto nella seconda metà del Novecento, con le ricerche di una schiera di matematici, tra cui Shizuo Kakutani, Kiyoshi Itō, Mark Kac, Gilbert A. Hunt Jr, Joseph Leo Doob, Eugene Dynkin, Paul-André Meyer. Grazie al loro lavoro, a partire dagli anni cinquanta, l'ipotesi che la teoria del potenziale trovasse la sua controparte probabilistica nella teoria del moto browniano è stata messa in luce in modo soddisfacente.
Quale esempio di questo nesso, si consideri un dominio aperto Ω su cui la funzione scalare u soddisfi l'equazione di Laplace {\displaystyle \Delta u=0} e sia uguale a f sulla frontiera: sia x un punto di Ω: allora, la misura armonica in x di un sottoinsieme boreliano E della frontiera di Ω risulta essere esattamente pari alla probabilità che E sia colpito per la prima volta da un moto browniano in partenza da x e la cui traiettoria sia tutta interna al dominio Ω (detto in altri termini, la misura armonica è uguale alla probabilità che una particella browniana in partenza da x sia in grado di "fuggire" attraverso un'apertura praticata nel bordo e di forma uguale a E: si veda la figura a destra).  Allo stesso modo, gli insiemi polari della frontiera di Ω sono quelli che quasi certamente non saranno colpiti dalla traiettoria della particella. 
In seguito, l'adozione di approcci probabilistici nella teoria astratta del potenziale si è dimostrata molto proficua, permettendo non solo la scoperta di nuovi risultati matematici ma anche dando modo di accedere a una conoscenza più profonda di alcuni concetti della teoria del potenziale. D'altro canto, non si è trattato di un processo a senso unico: l'approccio della teoria del potenziale ai problemi probabilistici ha aperto la strada sia a nuove scoperte, sia a una migliore comprensione dei risultati già noti della teoria della probabilità.

## Distinzioni tra varie teorie
Esiste, tuttavia, una considerevole sovrapposizione tra la teoria del potenziale e la teoria dell'equazione di Laplace. Nella misura in cui è possibile delineare una linea di confine tra i due campi, la differenza risiede più nell'enfasi che viene posta piuttosto che sui soggetti di studio, e riposa sulle seguenti distinzioni: la teoria del potenziale si focalizza sulle proprietà delle funzioni armoniche piuttosto che sulle proprietà dell'equazione di Laplace. 
Per fare un esempio, un risultato sulle singolarità delle funzioni armoniche sarà considerato come appartenente alla teoria del potenziale, mentre un risultato sulla dipendenza della soluzione di un problema dalle condizioni al contorno sarà detto appartenere alla teoria dell'equazione di Laplace. Tuttavia, una simile distinzione non è né immediata né concreta e, nella pratica, permane una notevole sovrapposizione tra i due campi di studio, il che permette che risultati e metodi dell'uno possano essere usati nell'altro.

## Simmetria
Un utile punto di partenza, e principio ordinatore nello studio delle funzioni armoniche, è la considerazione delle simmetrie nell'equazione di Laplace. Sebbene non si tratti esattamente di una simmetria nel senso comune del termine, si può partire con l'osservazione che l'equazione di Laplace è lineare. Questo implica che l'oggetto fondamentale di studio nella teoria del potenziale è uno spazio funzionale dotato della struttura di spazio vettoriale. Questa implicazione si rivela particolarmente importante quando si utilizza un approccio funzionale all'argomento.
Per quanto riguarda invece la simmetria nel senso più usuale del termine, si può partire dal teorema per cui le simmetrie di un'equazione di Laplace n-dimensionale sono precisamente le simmetrie conformi di uno spazio euclideo n-dimensionale. Questo fatto ha numerose implicazioni: prima di tutto, si possono considerare funzioni armoniche che trasformano sotto rappresentazioni irriducibili del gruppo conforme o di suoi sottogruppi (come il gruppo delle rotazioni o delle traslazioni). Procedendo in questo modo, si ottengono sistematicamente le soluzioni dell'equazione di Laplace che vengono fuori dalla separazione delle variabili come le soluzioni armoniche sferiche e le serie di Fourier. Prendendo sovrapposizioni lineari di queste soluzioni particolari, si può generare una larga classe di funzioni armoniche che, considerando opportune topologie, costituiscono un sottoinsieme denso nello spazio di tutte le funzioni armoniche.

## Caso bidimensionale e in più di due dimensioni
Dal fatto che il gruppo delle trasformazioni conformi ha dimensione infinita nel caso bidimensionale e dimensione finita in più di due dimensioni, si può congetturare che la teoria del potenziale in due dimensioni sia ben diversa da quella in altre dimensioni. Questo è quello che si verifica e, difatti, se si pensa che ogni funzione armonica in due dimensioni è la parte reale di una funzione analitica complessa, si comprende come l'oggetto della teoria del potenziale in due dimensioni sia sostanzialmente lo stesso dell'analisi complessa. 
Per questo motivo, quando si parla di teoria del potenziale, si concentra l'attenzione su teoremi che valgono in tre o più dimensioni. In relazione a ciò, risulta un fatto sorprendente che molti risultati e concetti scoperti o utilizzati in origine all'analisi complessa (come il Lemma di Schwarz, il teorema di Morera, il teorema di Casorati-Weierstrass, le serie di Laurent, e la classificazione della singolarità come eliminabili, poli e essenziale) si generalizzano in risultati e concetti riguardanti le funzioni in dimensione qualsiasi. Considerando quali teoremi dell'analisi complessa sono casi particolari di risultati della teoria del potenziale in dimensioni qualsiasi, si può avere la sensazione esatta di cosa sia specifico dell'analisi complessa in due dimensione e cosa sia invece semplicemente la conseguenza in due dimensioni di risultati più generali.

## Comportamento locale
Un argomento importante della teoria è lo studio del comportamento locale delle funzioni armoniche. Forse il risultato più fondamentale sul comportamento locale è il teorema di regolarità per l'equazione di Laplace, che stabilisce l'analiticità di tutte le funzioni armoniche. 
Vi sono risultati che descrivono la struttura locale delle curve di livello delle funzioni armoniche: vi è il teorema di Bôcher, che caratterizza il comportamento delle singolarità isolate delle funzioni armoniche positive. Come già accennato, si possono classificare le singolarità isolate delle funzioni armoniche come eliminabili, poli e essenziale.

## Disuguaglianze
Un approccio fruttuoso allo studio delle funzioni armoniche è la considerazione delle disuguaglianze che esse soddisfano, di cui una delle più basilari, dalla quale molte altre disuguaglianze possono essere derivate, è il principio del massimo, secondo cui una funzione armonica può assumere valori estremali forti (massimi o minimi stretti) solo sul bordo. Un altro risultato importante è il teorema di Liouville, secondo cui le uniche funzioni armoniche limitate definite sull'intero {\displaystyle \mathbb {R} ^{n}} sono le funzioni costanti. Oltre a queste diseguaglianze di base, si ha la disuguaglianza di Harnack, secondo cui funzioni armoniche positive, definite su domini limitati, sono approssimativamente costanti. Un'applicazione importante di queste disuguaglianze è provare la convergenza di una successione di famiglie di funzioni armoniche o sub-armoniche (si veda il teorema di Harnack).

## Spazi di funzioni armoniche
Poiché l'equazione di Laplace è lineare, all'insieme delle funzioni armoniche definite su un dato dominio può essere definita la struttura algebrica di spazio vettoriale. Definendovi un'opportuna norma o anche un opportuno prodotto interno, si possono avere insiemi di funzioni armoniche che formano spazi di Hilbert o spazi di Banach. Procedendo in questo modo, si ottengono spazi come lo spazio di Hardy, lo spazio di Bloch e lo spazio di Bergman.